# Elecciones municipales de Venezuela de 2005
Las elecciones municipales de 2005 fueron realizadas el 7 de agosto de 2005 para elegir 2.389 concejales y 3.207 integrantes de las juntas parroquiales que no habían sido escogidos en el proceso regional de 2004.

## Desarrollo
Además se disputó la elección para la gobernación del Estado Amazonas y las alcaldías de los municipios Achaguas del Estado Apure, Miranda del Estado Carabobo y Manuel Monge del Estado Yaracuy, en este último municipio las elecciones se realizaron el 17 de agosto del mismo año; resultaron elegidos un candidato por el PPT, iniciativa propia (independiente) y MVR respectivamente. La situación opositora al igual que en los comicios regionales de 2004 se dividía entre votar o no, retirándose algunos candidatos opositores. La alianza oficialista decidió crear una organización llamada Unidad de Vencedores Electorales (UVE) para presentar una tarjeta unificada en las votaciones para Concejos Municipales y Juntas Parroquiales, el sistema denominado "morochas" hacía que los votos de dos o más organizaciones políticas "se expresara en la sumatoria de los resultados de las votaciones obtenidas por cada miembro del pacto", lo que para los opositores significaba afectar de manera directa a la representación proporcional de las minorías.[cita requerida]
En Amazonas resulta reelecto Liborio Guarulla del oficialista PPT y en los demás cargos disputados a nivel nacional obtuvieron la victoria los miembros de la alianza UVE en casi todas las circunscripciones municipales, la mayoría de las organizaciones opositoras grandes decidieron llamar a no votar el día de la elección.[cita requerida]